# Myrcia grandifolia
Myrcia grandifolia är en myrtenväxtart som beskrevs av Jacques Cambessèdes. Myrcia grandifolia ingår i släktet Myrcia och familjen myrtenväxter. Inga underarter finns listade i Catalogue of Life.